# Ernie Watts
Pour les articles homonymes, voir Watts (nom de famille).
Ernie Watts est un saxophoniste et flûtiste américain, né le 23 octobre 1945 à Norfolk (Virginie).

## Biographie
Collégien, il a l'occasion de jouer avec Count Basie. Après le Berklee College of Music de Boston, il entre chez Buddy Rich (1966-68), puis s'installe à Los Angeles. Engagé à la NBC en 1969, il entame une carrière de studio, accompagnant la chanteuse Chaka Khan, Lee Ritenour, Lalo Schifrin, Barbra Streisand, Frank Zappa, les Rolling Stones, ou se joignant au Los Angeles Philharmonic. Il joue aussi avec Cannonball Adderley, Thelonious Monk, Gerald Wilson, Oliver Nelson, Clark Terry….
Il collabore à des bandes sonores pour le cinéma («Grease»), («Tootsie»); l'interprétation de la musique du film Chariots Of Fire lui vaudra un Grammy Award en 1982.
Il enseigne, enregistre et se produit en leader d'un groupe (Playboy Jazz Festival, 1984), ou au sein du Liberation Music Orchestra de Charlie Haden, qui l'engage en 1986 dans son Quartet  West. En 1987 il travaille à la tête de son propre quartette (Pat Coil, claviers, Joel Di Bartolo, b, Bob Leatherbarrow, dm,). Mais sideman toujours très sollicité, il enregistre à partir de la fin des années 80 avec, entre autres, Nancy Kelly, Doc Severinsen, Kerry McCoy, Dave Grusin, Lee Ritenour, Billy Cobham, Arturo Sandoval, Patrice Rushen, Alphonso Johnson, Ndugu Chancler et Claude Nougaro. Il signe également un album d'inspiration afro-brésilienne, pour lequel il invite Gilberto Gil et participe au Grp All Star Big Band.
Eclectique doué, Ernie Watts se montre plus à l'aise comme sideman que comme leader. Capable d'affronter toute la panoplie des anches et des flûtes, il utilise aussi un saxophone synthétiseur mis au point par Bill Perkins. Une production personnelle trop complaisante et des années de studio en font un marginal du jazz, qui aura cependant l'occasion de faire la démonstration de sa réjouissante virtuosité aux côtés de Haden.

## Discographie
- The Wonder Bag, 1972
- Chariots Of Fire, 1981
- Musician, 1985
- Sanctuary, 1986
- The Ernie Watts Quartet, 1987
- Reaching Up, 1993
- Stand Up, 1993
- Unity, 1994
- The Long Road Home, 1996
- Spirit song, 2005
- Oasis, 2011

### Discographie Ernie Watts & Chick Corea
- 4 Tunes, 1980

### Discographie Ernie Watts & Gilberto Gil
- Afoxé, 1991